# Costanza Colonna

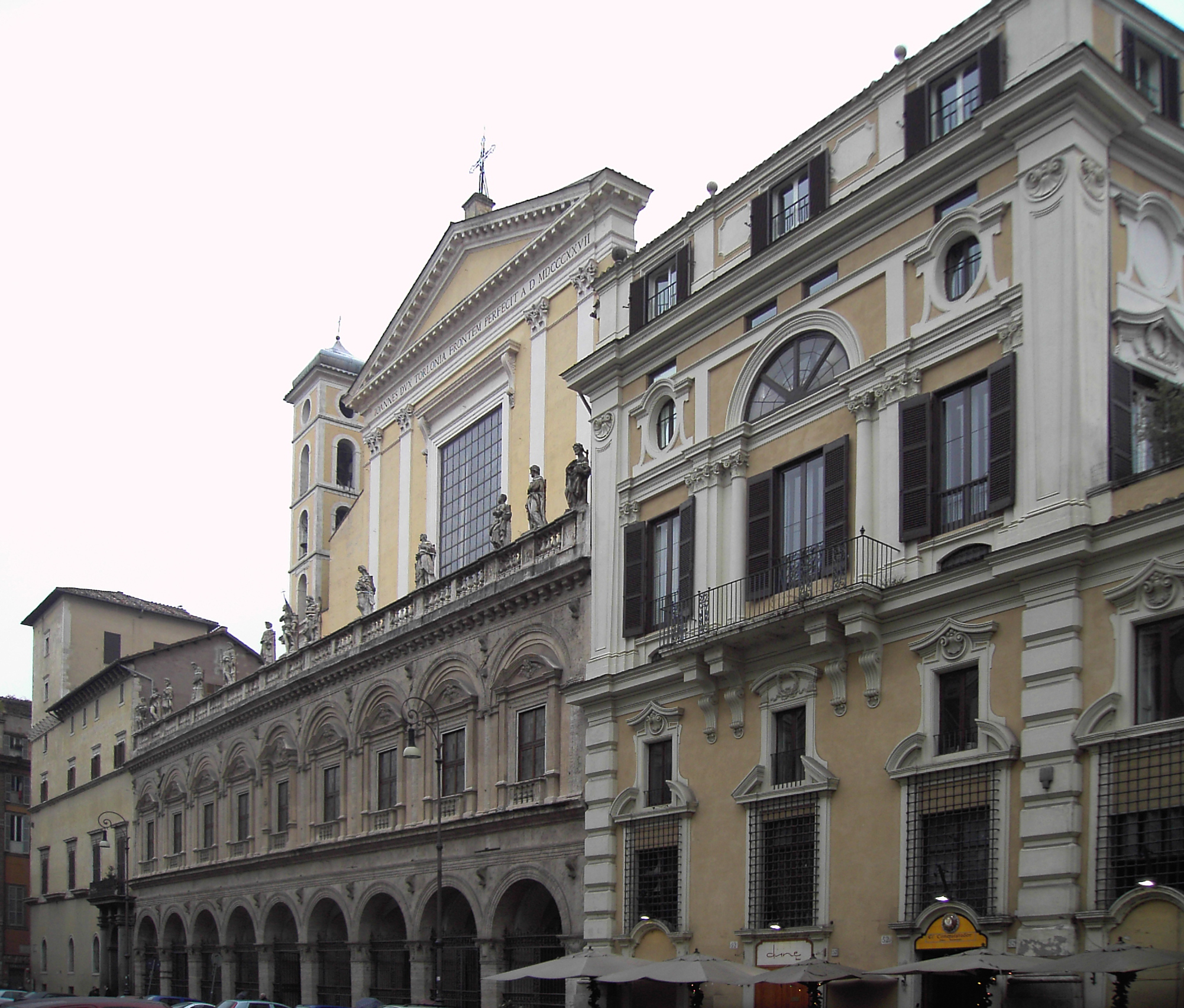
Roma, Palazzo Colonna.

Costanza Colonna (febbraio o marzo 1556 – 4 aprile 1626) è stata una nobile italiana.

## Biografia
Era figlia di don Marcantonio II Colonna, duca di Paliano, e di Felicia Orsini, e sorella del potente cardinale Ascanio.
Dopo la morte del marito Francesco I Sforza nel 1583, Costanza amministrò a Caravaggio il patrimonio di famiglia in nome del primogenito e nel 1596 fece ritorno a Roma, dove divenne protettrice ed amica del pittore Michelangelo Merisi, detto "Caravaggio", incontrato anni prima a Milano nella bottega di Simone Peterzano. Michelangelo venne accolto e protetto nel palazzo Colonna, dopo aver commesso uno dei tanti scontri armati con i suoi avversari.
Seguì il pittore durante la sua fuga a Napoli nel 1606, ospite dei parenti Carafa-Colonna.
Morì nel 1626.

## Discendenza
Sposò nel 1567 Francesco I Sforza di Caravaggio, marchese di Caravaggio, ebbero i seguenti eredi:
- n.n., nato morto il 14 novembre 1569;
- Felice (settembre 1570-25 gennaio 1579);
- n.n., nato poco dopo il 16 aprile 1572;
- Faustina (fine marzo 1573 - 9 agosto 1590), promessa nel 1589 ad Alessandro del Carretto, morì prima delle nozze[1];
- Violante (1574-ante 1616), monaca nel monastero maggiore di Milano come suor Giovanna Costanza;
- Giovanna (1575-post 1616), monaca nel monastero maggiore di Milano come suor Francesca Alessandra;
- Muzio II (Milano, giugno 1576 - 14 settembre 1622), marchese di Caravaggio e conte di Galliate;
- Marco Antonio (nato e morto il 22 maggio 1577);
- Ludovico Maria (morto poco dopo la nascita il 22 aprile 1578);
- n.n. nata il 12 agosto 1579 e morta il giorno successivo;
- Fabrizio (ottobre 1580-15 dicembre 1625), paggio e consigliere intimo del re di Spagna, cavaliere dell'Ordine di Malta, Gran Priore di Venezia dal 1610, generale delle galee dell'Ordine e generale spagnolo
- Ludovico Maria, abate del monastero di San Giovanni in Lamis a Foggia, poi di S. Giovanni Battista in Fiorenzuola (23 novembre 1581-1615);
- Giampaolo (16 giugno-1º luglio 1583)

## Ascendenza
|                                               |                                               |                                                    | Genitori                                                |  |  | Nonni |  |  | Bisnonni                              |  |  | Trisnonni                        |  |
|                                               |                                               |                                                    |                                                         |  |  |       |  |  | Fabrizio I Colonna, I duca di Paliano |  |  | Odoardo Colonna, conte dei Marsi |  |
|                                               |                                               |                                                    |                                                         |  |  |       |  |  | Fabrizio I Colonna, I duca di Paliano |  |  | Odoardo Colonna, conte dei Marsi |  |
|                                               |                                               | Filippa Conti                                      |                                                         |  |  |       |  |  | Fabrizio I Colonna, I duca di Paliano |  |  |                                  |  |
| Ascanio I Colonna, II duca di Paliano         |                                               |                                                    |                                                         |  |  |       |  |  | Fabrizio I Colonna, I duca di Paliano |  |  |                                  |  |
|                                               |                                               | Agnese di Montefeltro                              | Federico da Montefeltro, I duca d'Urbino                |  |  |       |  |  |                                       |  |  |                                  |  |
|                                               |                                               | Agnese di Montefeltro                              | Federico da Montefeltro, I duca d'Urbino                |  |  |       |  |  |                                       |  |  |                                  |  |
|                                               |                                               | Agnese di Montefeltro                              | Battista Sforza                                         |  |  |       |  |  |                                       |  |  |                                  |  |
| Marcantonio II Colonna, I principe di Paliano |                                               | Agnese di Montefeltro                              |                                                         |  |  |       |  |  |                                       |  |  |                                  |  |
|                                               |                                               | Ferdinando d'Aragona, I duca di Montalto           | Ferdinando I, XI re di Napoli                           |  |  |       |  |  |                                       |  |  |                                  |  |
|                                               |                                               | Ferdinando d'Aragona, I duca di Montalto           | Ferdinando I, XI re di Napoli                           |  |  |       |  |  |                                       |  |  |                                  |  |
|                                               |                                               | Ferdinando d'Aragona, I duca di Montalto           | …                                                       |  |  |       |  |  |                                       |  |  |                                  |  |
| Giovanna d'Aragona                            |                                               | Ferdinando d'Aragona, I duca di Montalto           |                                                         |  |  |       |  |  |                                       |  |  |                                  |  |
|                                               |                                               | Catalina Castellana de Cardona i de Requesens      | Ramon Folc III de Cardona i de Requesens, duca di Somma |  |  |       |  |  |                                       |  |  |                                  |  |
|                                               |                                               | Catalina Castellana de Cardona i de Requesens      | Ramon Folc III de Cardona i de Requesens, duca di Somma |  |  |       |  |  |                                       |  |  |                                  |  |
|                                               |                                               | Catalina Castellana de Cardona i de Requesens      | Isabel de Requesens i Enríquez, contessa di Palamós     |  |  |       |  |  |                                       |  |  |                                  |  |
| Costanza Colonna                              |                                               | Catalina Castellana de Cardona i de Requesens      |                                                         |  |  |       |  |  |                                       |  |  |                                  |  |
|                                               | Gian Giordano Orsini, IX conte di Tagliacozzo | Gentile Virginio Orsini, VIII conte di Tagliacozzo |                                                         |  |  |       |  |  |                                       |  |  |                                  |  |
|                                               | Gian Giordano Orsini, IX conte di Tagliacozzo | Gentile Virginio Orsini, VIII conte di Tagliacozzo |                                                         |  |  |       |  |  |                                       |  |  |                                  |  |
|                                               | Gian Giordano Orsini, IX conte di Tagliacozzo | Isabella Orsini di Salerno                         |                                                         |  |  |       |  |  |                                       |  |  |                                  |  |
| Girolamo Orsini, V signore di Bracciano       | Gian Giordano Orsini, IX conte di Tagliacozzo |                                                    |                                                         |  |  |       |  |  |                                       |  |  |                                  |  |
|                                               |                                               | Felice della Rovere                                | Papa Giulio II (Giuliano della Rovere)                  |  |  |       |  |  |                                       |  |  |                                  |  |
|                                               |                                               | Felice della Rovere                                | Papa Giulio II (Giuliano della Rovere)                  |  |  |       |  |  |                                       |  |  |                                  |  |
|                                               |                                               | Felice della Rovere                                | Lucrezia Normanni                                       |  |  |       |  |  |                                       |  |  |                                  |  |
| Felicia Orsini                                |                                               | Felice della Rovere                                |                                                         |  |  |       |  |  |                                       |  |  |                                  |  |
|                                               |                                               | Bosio II Sforza, XI conte di Santa Fiora           | Federico I Sforza, X conte di Santa Fiora               |  |  |       |  |  |                                       |  |  |                                  |  |
|                                               |                                               | Bosio II Sforza, XI conte di Santa Fiora           | Federico I Sforza, X conte di Santa Fiora               |  |  |       |  |  |                                       |  |  |                                  |  |
|                                               |                                               | Bosio II Sforza, XI conte di Santa Fiora           | Bartolomea Orsini di Pitigliano                         |  |  |       |  |  |                                       |  |  |                                  |  |
| Francesca Sforza di Santa Fiora               |                                               | Bosio II Sforza, XI conte di Santa Fiora           |                                                         |  |  |       |  |  |                                       |  |  |                                  |  |
|                                               |                                               | Costanza Farnese                                   | Papa Paolo III (Alessandro Farnese)                     |  |  |       |  |  |                                       |  |  |                                  |  |
|                                               |                                               | Costanza Farnese                                   | Papa Paolo III (Alessandro Farnese)                     |  |  |       |  |  |                                       |  |  |                                  |  |
|                                               |                                               | Costanza Farnese                                   | Silvia Ruffini                                          |  |  |       |  |  |                                       |  |  |                                  |  |
|                                               |                                               | Costanza Farnese                                   |                                                         |  |  |       |  |  |                                       |  |  |                                  |  |